# Ukeke

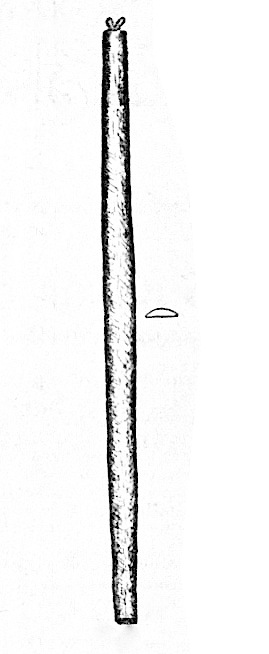

O ʻūkēkē (pronúncia aproximada na língua havaiana: uu-KÊÊ-kêê) é um instrumento musical autóctone do Havaí. Tem semelhanças com o berimbau (por ser um instrumento de cordas) e com a harpa de boca (por usar a cavidade bucal do executante como câmara de ressonância).

## Descrição
O ʻūkēkē é um arco musical feito em madeira (como Osteomeles anthyllidifolia ou Acacia koa), com 40 a 60 centímetros de comprimento e cerca de 4 cm de largura, com duas ou três cordas esticadas de ponta a ponta, afinado em uma tríade. Antes da introdução de cordas de aço, usavam-se materiais como fibra de coqueiro, crina de cavalo ou linha de pesca.
As cordas são beliscadas por uma das mãos, enquanto a outra mão segura o ʻūkēkē junto à boca, que tem a função de câmara de ressonância.
Tradicionalmente, associa-se esse instrumento a conversas amorosas (ipoipo), pronunciadas sem uso das cordas vocais.
O ʻūkēkē é o único instrumento de cordas autóctone do Havaí. Outros instrumentos de cordas havaianos, como o ʻukulele e a guitarra de kī hōʻalu (slack-key guitar, “violão com cravelhas frouxas”) foram introduzidos por europeus.

## Uso atual
Músicos havaianos como Palani Vaughn e Ranga Pae utilizam o ʻūkēkē em suas composições.